# River Estate
River Estate es una localidad de Trinidad y Tobago, que forma parte de la región de Diego Martín.

## Geografía
La localidad abarca parte de la isla Trinidad y limita al norte con North Post, al sur y este con Blue Basin y al oeste con Patna Village y Bagatelle.

## Demografía
Datos demográficos de la localidad de River Estate:
| Gráfica de evolución demográfica de River Estate entre 2000 y 2011 |
|                                                                    |